# 椎葉村
椎葉村（しいばそん）は、宮崎県にある村。東臼杵郡に属する。
「日本で最も美しい村」連合に加盟している。同連合で認定された登録地域資源は、「椎葉神楽」、「焼畑」、および「十根川地区の瓦屋根の集落景観」である。

## 地理
宮崎県の北部、九州山地中央部に位置し村としては全国第5位の面積を有する。北西部の国見岳をはじめ、全体が九州山地中央部の標高1000mから1700m級の山々に囲まれ、其の谷間を縫うように幾筋もの河川が源を発し流れている。村域の大部分は耳川源流域であるが、村の南部は一ツ瀬川や小丸川の源流域にまたがっている。このように非常に険しい地形であるため可住地面積は村域の僅か4％に過ぎず、川沿いや、山の主に中腹域の緩斜面に点々と集落が存在している。
村中心部・上椎葉地区の耳川上流側には日本初の大規模アーチダムである上椎葉ダムがあり、日向椎葉湖がその水を湛える。
気候は高い標高のため、九州南部としては冷涼で上椎葉アメダスの年降水量は約2800mmに達するなど非常に多雨であり、夏から秋にかけて台風からの湿った南東風の影響で大雨となることがある。冬は寒く、朝晩は氷点下となり雪が積もることもある。村域の多くが九州中央山地国定公園に指定されている。
地籍調査の進捗率は令和4年度末時点で69%である。

### 地形
山岳
- 国見岳
- 市房山
- 向坂山
- 扇山
- 白岩山
- 三方山

### 地名
- 下福良
  - 上椎葉
  - 鹿野遊
  - 仲塔
  - 尾八重

- 大河内
  - 大河内
  - 小崎
  - 栂尾

- 不土野
  - 尾向
  - 不土野

- 松尾
  - 松尾

### 隣接市町村
- 東臼杵郡美郷町・諸塚村
- 西臼杵郡五ヶ瀬町
- 児湯郡西米良村
- 西都市
- 熊本県
  - 八代市
  - 球磨郡水上村
  - 上益城郡山都町

### 人口
| |                                        |  |
| 椎葉村と全国の年齢別人口分布（2005年） | 椎葉村の年齢・男女別人口分布（2005年） |  |
| ■紫色 ― 椎葉村 ■緑色 ― 日本全国 | ■青色 ― 男性 ■赤色 ― 女性              |  |
| 椎葉村（に相当する地域）の人口の推移 \| 1970年（昭和45年） \| 7,616人 \| \| \| 1975年（昭和50年） \| 6,267人 \| \| \| 1980年（昭和55年） \| 5,478人 \| \| \| 1985年（昭和60年） \| 5,131人 \| \| \| 1990年（平成2年） \| 4,611人 \| \| \| 1995年（平成7年） \| 4,160人 \| \| \| 2000年（平成12年） \| 3,769人 \| \| \| 2005年（平成17年） \| 3,478人 \| \| \| 2010年（平成22年） \| 3,092人 \| \| \| 2015年（平成27年） \| 2,808人 \| \| \| 2020年（令和2年） \| 2,503人 \| \| |                                        |  |
| 総務省統計局 国勢調査より |                                        |  |
| 1970年（昭和45年） | 7,616人                                |  |
| 1975年（昭和50年） | 6,267人                                |  |
| 1980年（昭和55年） | 5,478人                                |  |
| 1985年（昭和60年） | 5,131人                                |  |
| 1990年（平成2年） | 4,611人                                |  |
| 1995年（平成7年） | 4,160人                                |  |
| 2000年（平成12年） | 3,769人                                |  |
| 2005年（平成17年） | 3,478人                                |  |
| 2010年（平成22年） | 3,092人                                |  |
| 2015年（平成27年） | 2,808人                                |  |
| 2020年（令和2年） | 2,503人                                |  |

## 歴史
伝承では、壇ノ浦の戦いで滅亡した平氏の残党が、この地に落ち延びたとされる。1191年（建久2年）、追討のため那須大八郎宗久が下向するが、平氏に再挙の見込み無しと見て追討を取り止め帰国。椎葉滞陣中に宗久の娘を妊娠した侍女の鶴富が、後に婿を娶らせ那須下野守と名乗らせたという。また、椎葉という地名は宗久の陣小屋が椎の葉で葺かれていた事に由来するという。
戦国時代には那須氏が支配しており、1559年（永禄2年）、獺野原の戦いでは東直政の求めに応じ肥後に出兵。大河内城主那須兵部大輔武宗、小崎城主那須下野武晴、向山城主那須左兵衛武綱ら130余人が敗死した。1577年（天正5年）に島津氏からの侵略により日向を一時的に退去した伊東義祐が星原城に立ち寄り、城主那須右近将監祐貞に伊東氏累代の系図と旗を預けた。1585年（天正13年）、小崎城主那須左近将監は島津氏より鷹の儀で扶持を与えられた。また、島津氏から本領安堵された那須領に対し阿蘇惟光が行った違乱に対し、島津氏が使者を送り停止させた。翌1586年（天正14年）、向山城主那須弾正忠は肥後八代に島津義弘の陣中見舞いに訪れ、鎧甲を献上した。
1601年（慶長6年）、椎葉山三人衆（小崎城主那須左近将監、向山城主那須弾正忠、大河内城主那須紀伊）は徳川家康より鷹巣山管理を認める朱印状を与えられた。1616年（元和2年）、三人衆と他の那須氏（十二人衆）との間で対立が激化。十二人衆は向山城を攻め、弾正忠の子久太郎、左近将監の孫専千代が討たれた。1618年（元和4年）、専千代の父主膳は十二人衆を幕府に訴えた。翌1619年（元和5年）、幕府は阿倍正之、大久保忠成を派遣して事態の収拾を図らせた。両名は人吉藩の兵を動員し住民1000人を捕らえ、うち140人を殺害。20人が自害。訴えを起こした主膳は高崎藩に預けられた（椎葉山騒動）。事件後、椎葉は天領となり阿蘇大宮司に支配が委ねられたが、1656年（明暦2年）、阿蘇氏は椎葉山管理を辞退。以降、人吉藩の預かり地となった。
人吉藩では代官を派遣するなどの直接統治はせず、向山、大河内、松尾、下福良の四名の庄屋と大河内、古枝尾の二名の横目に山中支配を担わせた。江戸期の人口は1774年（安永3年）時点で4483人、うち郷士が3302人を占めている。石高は1753年（宝暦3年）時点で48石であったが、後に焼畑の本高入により1828年（文政11年）時点では590石と大幅に増加している。
日本民俗学の先駆けである柳田國男は椎葉村でフィールドワークを行い、その経験をもとに『後狩詞記（のちのかりのことばのき）』（明治42年、1909年）を記した。これには当時の椎葉村長中瀬淳の協力も大きかったという。

### 近現代

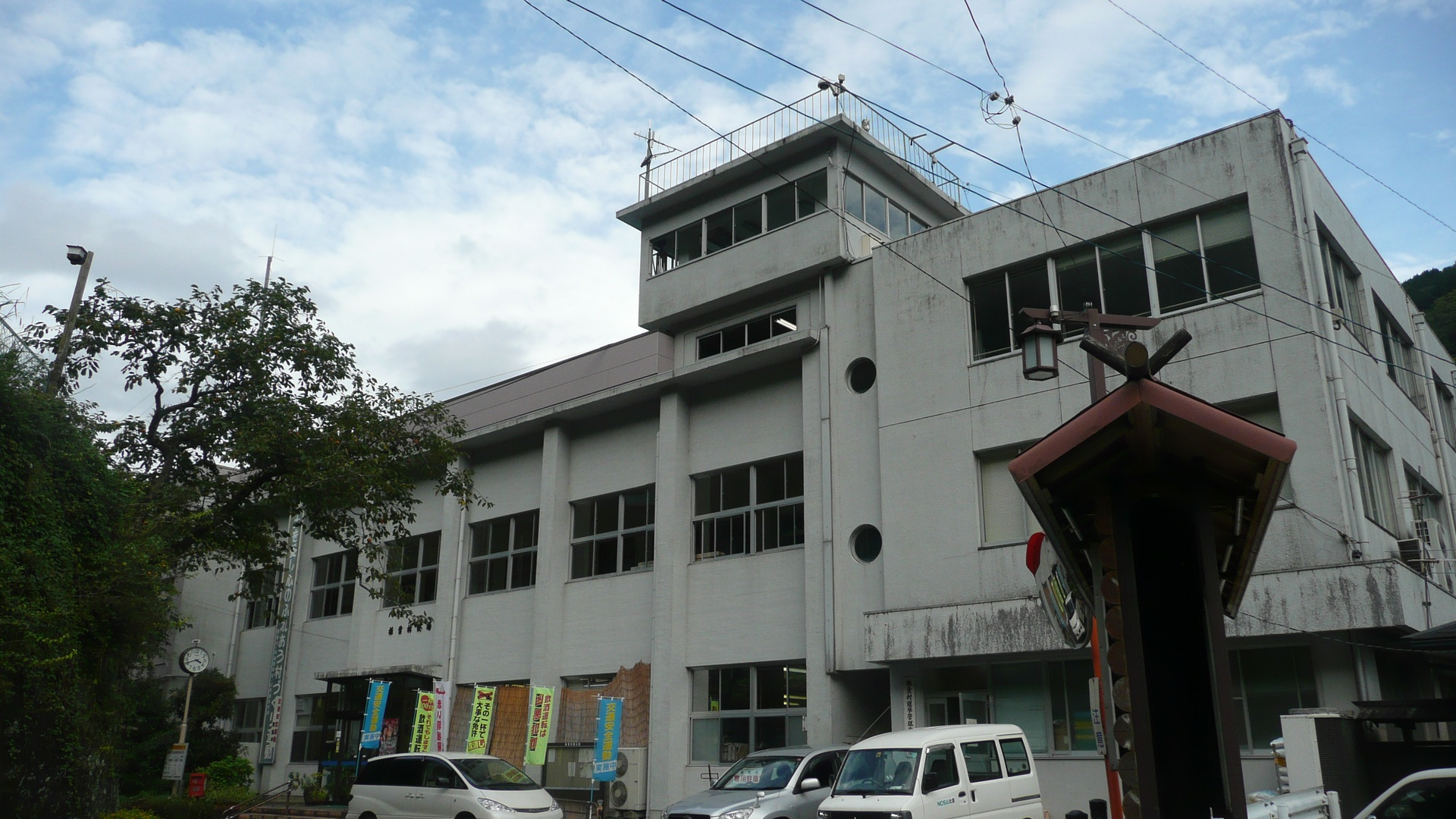
椎葉村役場旧庁舎（2008年撮影、大字下福良1747番地20）

- 1873年（明治6年） - 椎葉山中84か村が合併し、向山村（のち不土野村）・大河内村・松尾村・下福良村が発足。
- 1889年（明治22年）5月1日 - 町村制施行。不土野村・大河内村・松尾村・下福良村が合併し、西臼杵郡椎葉村が発足。1890年6月18日に十津川村が発足するまでは日本で最も面積の広い自治体であった。
- 1933年（昭和8年） - 富高（日向市街地） - 椎葉村間の県道（現在の国道327号）が開通。同時にバス路線も開設される。
- 1938年（昭和13年） - 九州帝国大学（現九州大学）が2900haの演習林（宮崎演習林）を取得する。
- 1949年（昭和24年）4月1日 - 西臼杵郡から東臼杵郡へ所属変更し、東臼杵郡椎葉村となる。上述した県道開通により、日向方面との交流が深くなったため。
- 1998年（平成10年）12月25日 - 十根川地区が重要伝統的建造物群保存地区として選定される。
- 2010年（平成22年）9月30日 - 廃藩置県以来約140年間、隣接する熊本県水上村との境界が、国道388号付近で約1700メートルにわたり未確定だったが、この日付けの官報で「県の境界にわたる村の境界の確定の件」 （平成22年総務省告示第356号）が告示され、水上村との境界が確定。これにより椎葉村の面積は1.15平方キロメートル増加した[5][6]。
- 2012年（平成24年）4月1日 - 村役場新庁舎が竣工、旧庁舎から50メートル東の場所に移転[7]。なお同年3月19日より新庁舎で業務を開始していた[8]。

## 行政
- 黒木保隆 - 2021年就任、1期目

### 歴代村長
| 歴代椎葉村長   | 歴代椎葉村長 |
| 在職期間       | 名前         |
| -------------- | ------------ |
| 1889年～1892年 | 中山秀夫     |
| 1892年～1896年 | 那須宗則     |
| 1896年～1911年 | 中瀬淳       |
| 1911年～1920年 | 黒木盛衛     |
| 1920年～1930年 | 後藤鹿太郎   |
| 1931年～1936年 | 黒木盛衛     |
| 1936年         | 山中万次郎   |
| 1937年～1940年 | 那須平四郎   |
| 1940年～1946年 | 黒木豊       |
| 1947年～1959年 | 椎葉武       |
| 1959年～1963年 | 岡田基一     |
| 1963年～1967年 | 日隈惣七     |
| 1967年～1975年 | 椎葉武       |
| 1975年～1985年 | 椎葉正雄     |
| 1985年～1997年 | 中瀬高住     |
| 1997年～2021年 | 椎葉晃充     |
| 2021年～       | 黒木保隆     |

出典 : 『椎葉村史』、「村勢要覧資料編 2021」

### 椎葉村議会
- 議会:定数 10[11]

### 宮崎県議会
本村と諸塚村、美郷町、門川町で選挙区をなす。定数は1人。近年選出の宮崎県議会議員は以下のとおり。
- 2019年4月
  - 安田厚生

### 国会
衆議院小選挙区選挙では宮崎2区（延岡・日向・西都・児湯郡・西臼杵郡・東臼杵郡）に属する。近年選出の議員は以下のとおり。
- 2017年10月（第48回衆議院議員総選挙）
  - 江藤拓（自民）

### 姉妹都市
国内
- 徳島県三好市（旧東祖谷山村より姉妹提携引継ぎ）
- 栃木県大田原市（災害時の相互応援協定）2016年10月15日毎日新聞地方版記事。大田原市は、那須与一の里。

## 経済

### 産業
- 主な産業：農業、林業。日本で唯一、焼畑農業を継承している地域がある。

## 教育

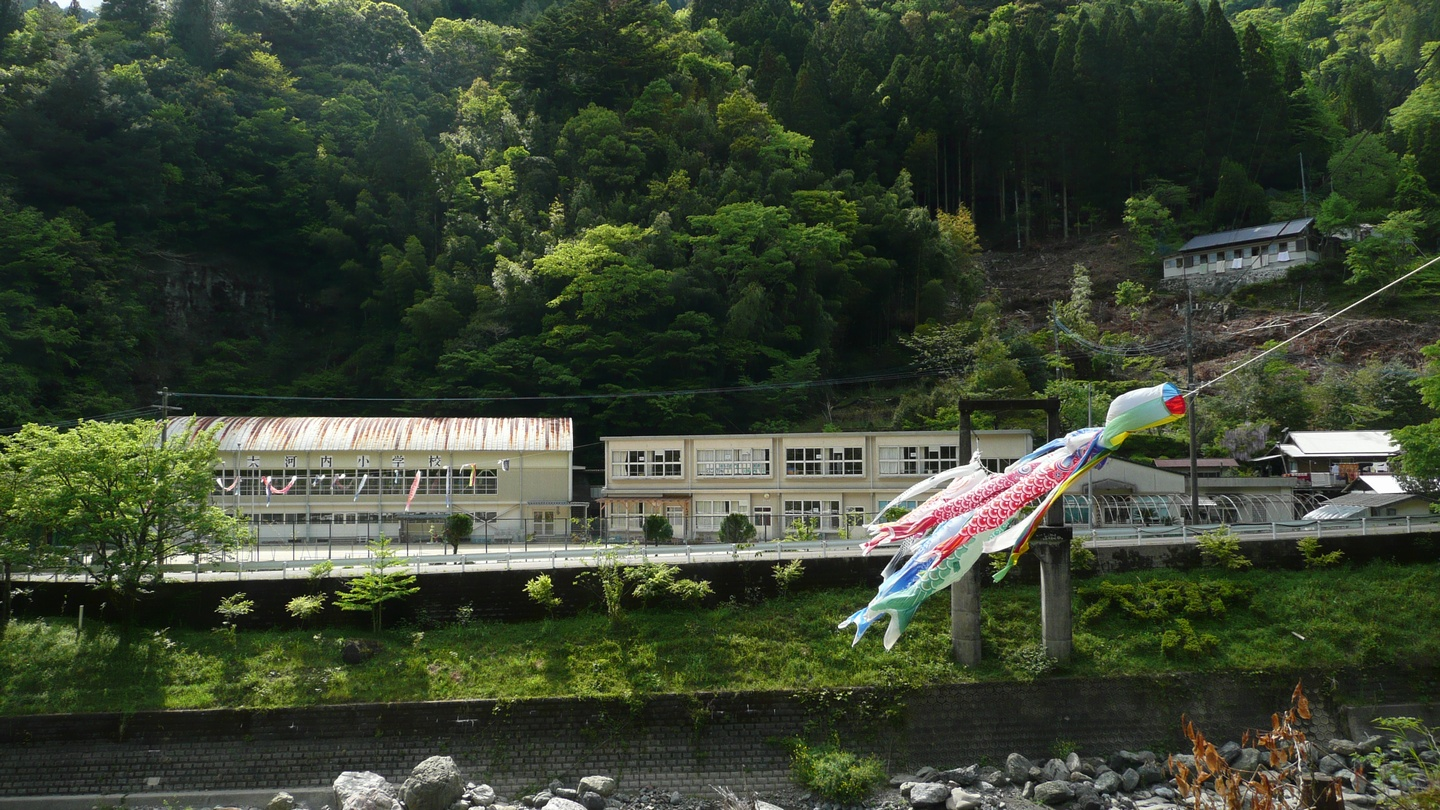
椎葉村立大河内小学校

### 中学校
村立1校（2024年（令和6年）4月時点）
- 椎葉村立椎葉中学校[13] - 椎葉村は村域が広く、全地区から毎朝村営バスを運行することが困難であるため、椎葉中学校には寄宿舎の醇和寮が設置されている。全校生徒の約8割が醇和寮で生活しており、週末以外は寮生活を送っている[14]。
  - 閉校になった中学校は宮崎県中学校の廃校一覧#東臼杵郡を参照。

### 小学校
村立5校（2024年（令和6年）4月時点）
- 椎葉村立椎葉小学校
- 椎葉村立尾向小学校
- 椎葉村立不土野小学校
- 椎葉村立大河内小学校
- 椎葉村立松尾小学校
  - 閉校になった小学校は宮崎県小学校の廃校一覧#東臼杵郡を参照。

### 社会教育

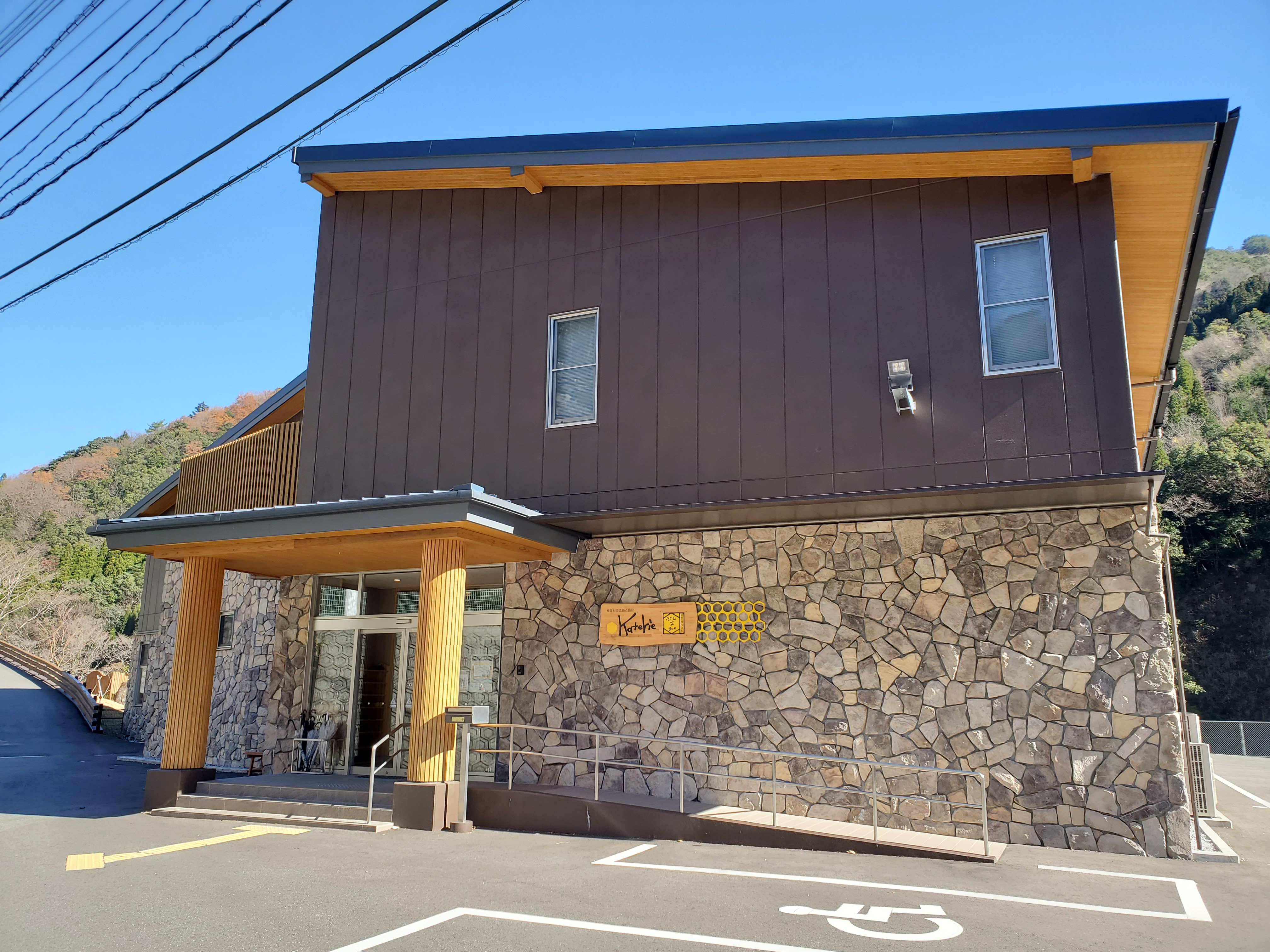
椎葉村交流拠点施設katerie

1961年（昭和36年）6月には椎葉村青年研修所が開館し、各種講座、研修会、農林業講習会などが行われていた。1971年（昭和46年）11月28日には青年研修所を置き換える形で、中央公民館に相当する椎葉村開発センターが開館し、各種研修会や会議など様々な活動に利用された。
開発センター内には図書室があり、1991年（平成3年）時点で2974冊の蔵書を有していた。宮崎県立図書館は図書館未設置自治体である椎葉村に対して移動図書館車「やまびこ号」を巡回させている。1982年度には椎葉村が独自に移動文庫を開設し、自治公民館を単位として配本を行っている。
2020年（令和2年）7月、椎葉村図書館を核とする複合施設である椎葉村交流拠点施設Katerieが開館した。九州で初めて（全国5例目）蔵書にLENコード（カメレオンコード）を導入し、また宮崎県内で初めて3D木材加工機を導入したものづくりラボを設置した。開館に先駆けて"クリエイティブ司書"と称する職員を採用し、他地域の図書館とは異なる取り組みを行っている。

## 交通

### 空港
最寄り空港は熊本空港または宮崎空港である。空港と村内を結ぶ公共交通は運行されていない。

### 鉄道
村内および周辺市町村ともに鉄道および鉄道駅は存在しない。
椎葉村内へ通じるバスが運行されている鉄道駅はJR日豊本線の日向市駅。自家用車を使用する場合は日向市駅のほか、高森線の高森駅、湯前線の湯前駅が村に比較的近い。

### バス路線

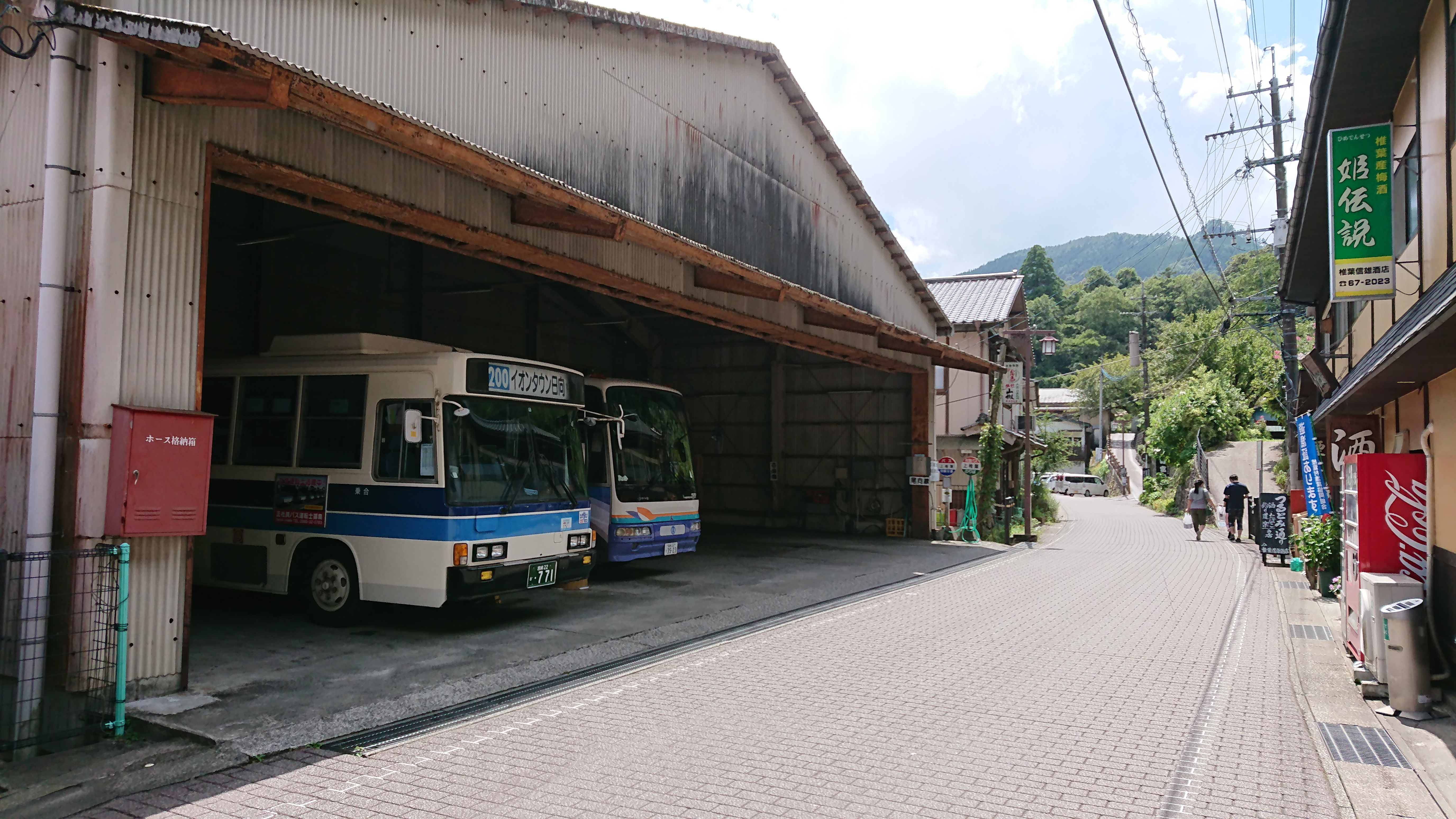
宮崎交通上椎葉車庫

上椎葉バス停に併設して宮崎交通上椎葉車庫がある。中型バス5台以上を収容可能な規模の大型車庫で、車庫下段には乗務員の宿泊施設も整備されていた。現在は椎葉村営バスと共用。

#### 一般路線バス
- 宮崎交通 - 日向市中心部と椎葉村を結ぶバス路線を1路線運行する。日向市旧東郷町域、美郷町旧西郷村域、諸塚村を経由する。 旧道の過酷な狭道を通過し、イオンタウン日向 - 上椎葉間の所要時間は約2時間40分で、途中通過するバス停留所の数は94箇所に及ぶ。2021年現在、日向市 - 椎葉村間には乗り継ぎ便1本を含め2.5往復運行しているが（他に塚原 - 上椎葉間に1往復と下記の快速型ミニバス1往復あり）、日向市から宮崎交通バスで往復日帰りする場合は往路にイオンタウン日向9:30発→上椎葉12:15着の便、復路に上椎葉12:50発→イオンタウン日向15:34着の便を利用するしかなく、宮崎交通バスを利用した日帰りにおける椎葉での滞在可能時間は30分強である。椎葉平家祭りの期間中は、日向市を起点とするシャトルバス1往復を増発する。
  - 主要経由地・イオンタウン日向 - 日向市駅東口 - 道の駅とうごう - 美郷町役場前 - 塚原(諸塚村) - 那須橋 - 役場前 - 上椎葉
  - ※2022年の台風14号の影響により椎葉村内全区間（塚原 - 上椎葉間）運休中。代替として塚原でバスに接続する予約制デマンドタクシーを運行している。
- 宮交タクシー - 毎週火曜日と木曜日のみ、上椎葉を起点とした往復便1往復を「快速型ミニバス」として運行している。上椎葉 - イオンタウン日向間を1時間54分で結ぶ。沿線各地域の中心部の停留所のみ停車。
- 椎葉村営バス - 椎葉村内を運行。
  - 仲塔線（大杉号、上椎葉 - 仲塔）
  - 尾向線（みいけ号、上椎葉 - 尾手納）
  - 川の口線（やんぼし号、上椎葉 - 川の口）
  - 間柏原線（つちのこ号、上椎葉 - 辻）
  - 不土野線（奥椎葉号、上椎葉 - 不土野）
  - 本郷線（上椎葉 - 大河内・本郷）
  - 大河内線（大河内・本郷 - 下の原・大藪橋）

### 道路
昭和初期まで自動車交通可能な道路が存在せず、住友財閥の電力開発に際して現在の国道327号が耳川沿いの崖地に建設され、下流の富高（日向市中心部）と結ばれた。しかしその後も平成初期にかけて五ヶ瀬町や美郷町南郷、村内でも一ツ瀬川・小丸川水系の大河内地域との交通には川沿いや峠越えの険しいルートを余儀なくされていた。近年、1996年になって五ヶ瀬町との間の国道265号国見峠直下に国見トンネルが開通、2000年代には国道327号の拡幅改良工事が行われ、夜狩内地区と美郷町中山の間が村道中山夜狩内線・中山トンネルで結ばれるなど、拡幅やトンネル整備による道路交通の円滑化が進んでいる。しかし、西米良村方面の国道265号は未だに酷道状態である。
国道265号と、中山トンネル前後の道路、広域観光ルートのひむか神話街道に指定されている。
村内および周辺市町村ともに高速道路はない。村の北西（熊本県上益城郡山都町）にある九州中央自動車道山都中島西インターチェンジ、村の東部の日向市にある東九州自動車道日向インターチェンジなどが比較的近い。

#### 一般国道
- 国道265号（国見トンネル・飯干峠）
- 国道327号
- 国道388号（大河内越）
- 国道446号（椎葉村内全域で国道388号と重複）

#### 一般県道
- 宮崎県道142号上椎葉湯前線

#### 村道
- 村道椎葉矢部線
- 村道椎葉五家荘線
- 村道松尾線

## 施設
- 農林水産省
  - 林野庁九州森林管理局宮崎北部森林管理署 尾前森林事務所
  - 林野庁九州森林管理局宮崎北部森林管理署 上椎葉森林事務所
- 九州大学農学部附属演習林（宮崎演習林）

## 文化
十根川地区には国の天然記念物に指定されている八村杉（別名：十根の杉）があり、不土野地区には日本で唯一、焼畑農業を継承している農家がある。村内の26地区で国の重要無形民俗文化財である椎葉神楽が伝承されており、また平家の落人伝説の地でもある。その地理的特徴・民俗的特徴から「日本三大秘境の一つ」に数えられる。
椎葉村内には、各地区に臼太鼓踊りが伝承されている。
椎葉村は「ひえつき節」の発祥の地である。

## 名所・旧跡・観光スポット

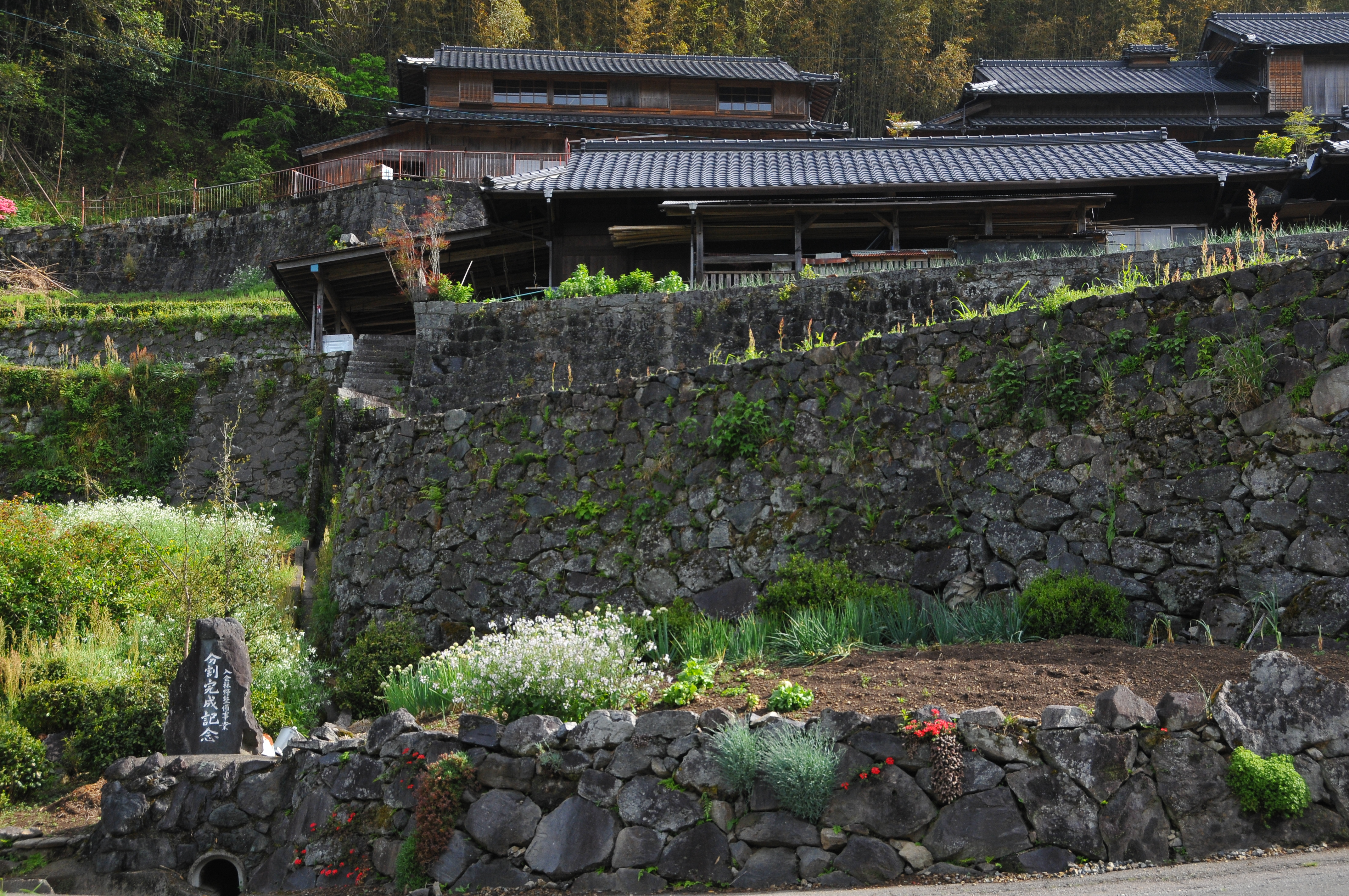
椎葉村十根川（重要伝統的建造物群保存地区）

- 椎葉神楽 - 国の重要無形民俗文化財。全国的に珍しい曲目や近世以前の古い形態を現代に伝えていることを特色とする[18]。
- 椎葉村十根川伝統的建造物群保存地区 - 国の重要伝統的建造物群保存地区。「椎葉型」といわれる独特の建築様式の民家を有し、九州の山村集落としては初めて重伝建地区に選定された[19]。
- 那須家住宅 - 国の重要文化財。通称「鶴富屋敷」。文政年間（1818年～1831年）の建築とされる。「椎葉型」といわれる山岳地に適した並列型民家の代表例であり、長さは25.09m、奥行きは8.64mに達する[20]。
- 椎葉厳島神社
- 上椎葉ダム - 堤頂長341m、堤高110m。日本初の100m級アーチダムである。富山県の黒部ダムのモデルになったことから、ダム愛好家からは「閣下」と呼ばれることがある[21]。上椎葉ダムによる人工湖として日向椎葉湖があり、椎葉村を訪れた吉川英治によって命名された。ダム湖百選。
- 八村スギ（八村杉） - 国指定天然記念物。樹高54.4m、根回り19.0m、幹周り13.3m[22]。推定樹齢約800年[22]。十根河神社の境内にあり、「十根の杉」とも呼ばれる[22]。鎌倉時代の元久年間（1204年～1206年）にこの地を訪れた那須宗久が植えたと伝わる[22]。
- 大久保の大ヒノキ - 国指定天然記念物。樹高32m、幹周り9.3m[23][24]。推定樹齢約800年[24]。樹高において全国1位、幹周において全国3位のヒノキである[23]。
- 松尾の大イチョウ - 宮崎県指定天然記念物。樹高31.2m、根周り4.98m[25]。推定樹齢約700年[25]。

## 祭事・催事
- ひえつき節日本一大会（9月）
- 椎葉平家まつり（11月）

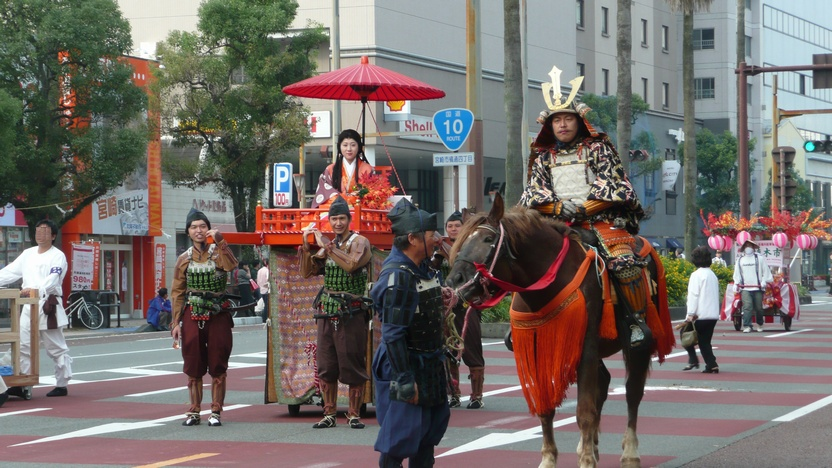
椎葉平家まつり（宮崎神宮大祭「宮崎まつり百景」）
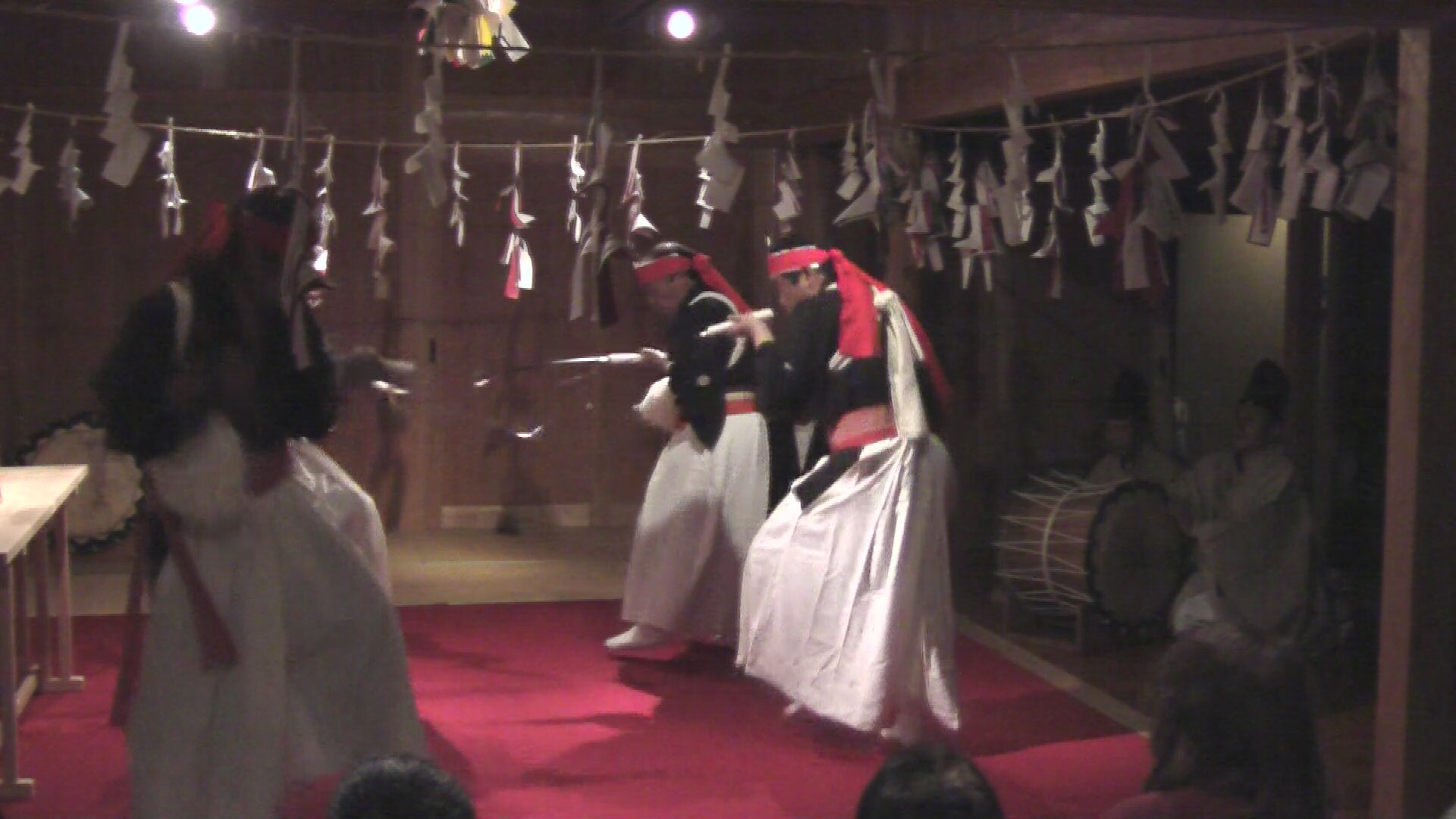
不土野地区の椎葉神楽

## ドキュメンタリー
- NHK特集「椎葉　山物語」（1987年、NHK）[26]